# Chamarandes-Choignes
Chamarandes-Choignes település Franciaországban, Haute-Marne megyében. Lakosainak száma 1034 fő (2022. január 1.). Chamarandes-Choignes Laville-aux-Bois, Verbiesles és Chaumont községekkel határos.

## Népesség
A település népességének változása:
| Lakosok száma | 275  | 829  | 947  | 1021 | 1040 | 1037 | 1034 | 1042 | 1046 | 1034 |
|               | 1968 | 1982 | 1990 | 2006 | 2013 | 2015 | 2017 | 2019 | 2020 | 2022 |